# Dakpadou
Dakpadou è una città e sottoprefettura della Costa d'Avorio appartenente al  dipartimento di Sassandra. Conta una popolazione di 46 529 abitanti (censimento 2014).